# N.N. córka Bolesława Chrobrego
N.N. córka Bolesława I Chrobrego (ur. 987–988, zm. po 1013) – ksieni, córka króla polskiego Bolesława I Chrobrego i Emnildy.
Była jedną z trzech córek króla polskiego Bolesława Chrobrego i jego trzeciej żony Emnildy. Jest wspomniana tylko raz w zachowanych źródłach historycznych, w niemieckiej kronice Thietmara z Merseburga. Była ona zakonnicą, najprawdopodobniej w niemieckim zakonie.
Najprawdopodobniej urodziła się w 988 r. (Oswald Balzer przyjmował tylko tę datę), czyli dwa lata przed Mieszkiem II, choć nie można wykluczyć roku 987. Ten sam historyk przyjmował najwcześniejszą datę śmierci – rok 1017. Z kolei Kazimierz Jasiński przesunął ten termin na drugą połowę 1013 r., gdyż wówczas kronikarz Thietmar, pisząc o niej, wyraźnie zaznaczył, że żyła.
Poważne trudności stanowi dla historyków stwierdzenie, czy była ona najstarszą czy młodszą córką Bolesława. Thietmar, wymieniając potomstwo polskiego władcy, wymienił najpierw jego dwóch synów, a później trzy córki. Wynikało to z ówczesnych zwyczajów, gdzie najpierw wymieniano męskich potomków, a później córki. W ich obrębie stosowano zasadę starszeństwa. W przypadku omawianej córki, ponieważ była ona ksienią, być może Thietmar, wymienił ją jako pierwszą w gronie córek, kierując się inną zasadą: najpierw osoby duchowne, a później świeckie. Kolejną wątpliwością, czy była ona rzeczywiście najstarszą córką księcia, wynika z faktu, że była zakonnicą, a w ówczesnym świecie do zakonu wysyłano zazwyczaj młodsze córki, natomiast najstarsze stawały się obiektem polityki małżeńskiej i wydawano je za mąż. Jednakże od tej reguły występowały dość częste wyjątki spowodowane różnymi przyczynami, np. ułomność fizyczna.
Oswald Balzer w swojej Genealogii Piastów stwierdził, że była ona najstarszą córką Bolesława Chrobrego z żoną Emnildą, za nią byli w kolejności Regelinda, Mieszko II, N.N. żona Świętopełka, księcia ruskiego oraz Otton. Kazimierz Jasiński, zakładając, że Thietmar przy wymienianiu córek, preferował mniszkę, ustalał następującą kolejność: Regelinda, Mieszko II, ksieni, N.N. żona Świętopełka i Otton. Nie wykluczał także następujących wariantów: Regelinda, Mieszko II, ksieni, N.N. żona Świętopełka i Otton lub Mieszko II, Regelinda, ksieni oraz N.N. żona Świętopełka i Otton. Ponieważ źródła historyczne są zbyt ubogie, Kazimierz Jasiński pozostał przy koncepcji Oswalda Balzera.